# Жамбильський сільський округ (Келеський район)
Жамби́льський сільський округ (каз. Жамбыл ауылдық округі, рос. Жамбылский сельский округ) — адміністративна одиниця у складі Келеського району Туркестанської області Казахстану. Адміністративний центр — село Бекбота.
Населення — 3538 осіб (2021; 3229 у 2009, 2551 у 1999).

## Склад
До складу округу входять такі населені пункти:
| Населений пункт  | Колишні назви | Населення, осіб (1999) | Населення, осіб (2009) | Населення, осіб (2021) |
| ---------------- | ------------- | ---------------------- | ---------------------- | ---------------------- |
| Ашикуль, село    | -             | 692                    | 891                    | 932                    |
| Байгабил, село   | -             | 85                     | 266                    | 79                     |
| Бекбота, село    | -             | 852                    | 995                    | 1389                   |
| Калгансир, село  | -             | 647                    | 760                    | 723                    |
| Майдабозай, село | -             | 275                    | 317                    | 415                    |